# Get Wild
「Get Wild」（ゲット ワイルド）は、TM NETWORKの楽曲。1987年4月8日にEPIC・ソニーから10枚目のシングルとしてリリースされた。
作詞は小室みつ子、作曲およびプロデュースは小室哲哉が担当している。読売テレビ制作の日本テレビ系テレビアニメ『シティーハンター』（1987年 - 1988年）のエンディングテーマとして使用されることを前提に、都会的で疾走感のある曲として制作された。
オリコンチャートでは同グループで初のベストテン入りを果たし、累計22万枚を売り上げ年間22位を獲得、同グループの代表曲となった。後に様々なアレンジやミックス違いがリリースされた他、様々なミュージシャンによってカバーされている。

## 背景
読売テレビ所属のテレビ番組制作スタッフであった諏訪道彦は、バラエティ番組制作を経てアニメ番組の担当となり、『ロボタン』（1986年）や『ボスコアドベンチャー』（1986年 - 1987年）のプロデューサーを担当した。その後、諏訪はサンライズ所属の植田益朗と共に、テレビアニメ『シティーハンター』（1987年 - 1988年）の企画を立ち上げ、都会的なドラマを目指すためのオープニングおよびエンディング曲の制作を検討、3つのレーベルを候補としていた。
その内のひとつがEPIC・ソニーであり、当時窓口を担当していた西岡明芳が提案したミュージシャンが小比類巻かほるとTM NETWORKであった。諏訪は「Hold On Me」（1987年）がヒットしていた小比類巻について認知していたがTM NETWORKに関しては全く知らなかったという。しかし、当時交際していた諏訪の彼女からの助言もありTM NETWORK 3rdアルバム『GORILLA』（1986年）を聴いた諏訪は「疾走感ある都会的なサウンドは期待できそう」と判断し、1986年12月初旬にTM NETWORKにエンディング・テーマを依頼することになった。
依頼から10日後の12月25日、諏訪と植田は喫茶店にて合流。TM NETWORK担当ディレクターの山口三平が持参したデモテープをヘッドフォンステレオでイヤホンを片方ずつしながら試聴した。全編を聴いた諏訪は「都会的」「疾走感」という依頼は満たされていると感じていたが、イントロに関し疑義が生じた。イントロは既に完成版と同じものが出来上がっていたが、「イントロはドラマ部分と重なるからおとなしめに」と依頼したものの、おとなし過ぎるのではないかと思い、植田と話し合った結果、セリフや劇中のBGMが重なることも考えられたため、そのままの形で進めるよう山口に依頼することになった。

## 録音
スケジュールが差し迫っていたため、シンセサイザー1台でリズムの素材を作り、概ねのアレンジ作業が終わるまで、2時間しか時間をかけなかった。本楽曲を一番先に聴いた人物は木根尚登で、「渋谷のR&Dでひと眠りして起きていたら、曲全体のイメージができていた」とのこと。
レコード会社が保管するマスターテープのキューシートによると、「Get Wild」のマスターテープのミックスは、当時芝浦にあった山下達郎のプライベート・スタジオである「スマイル・ガレージ」で行なわれたとされている。

### ギター
スタジオ音源のギターはパール兄弟の窪田晴男が演奏。音楽誌『サウンド&レコーディング・マガジン』2017年6月号でのインタビューによれば、窪田は「当時のことを覚えていない」。当時、窪田はパール兄弟の活動の他、坂本龍一のアルバム『未来派野郎』（1986年）と『ネオ・ジオ』（1987年）参加など、スタジオ・ワークやライブで忙しく、リハーサルとレコーディングで月の仕事量が100時間を超えており、レコーディングで自分が弾いたものを後から他の人の演奏で差し替えたり、その逆もあったため、本人としてそれをどうこう言うこともなく、「自分が弾いたかどうか正直どうでもいい」と思っていたという。そのため「Get Wild」完成版についても当時は聴いたことがなかったが、『サウンド&レコーディング・マガジン』のスタッフから完成版を聴かせてもらったところ、「ずっと伸びている音でアームを使っているところとか、メタル心のある人だったらもっと違うアプローチをするでしょう」「このやり口は僕みたい」と語っており、自身の演奏である事を認めている。アンプは当時色々買い替えをしていたため定かではないと述べたが、ギターはP-PROJECTとARIA PRO IIの両方、オーバードライブのエフェクトはBOSS OD-2を使っていると窪田は楽曲の音から推測している。小室からは細かい指定がなく自由であったこと、「窪田さんには恩がある」と言われたと述べている。「窪田が多重録音したものをライブで松本孝弘がギター1本でどうこなせるかというところを見せて行って窪田より松本のギターが主になっていった」と小室は語っている。木根もレコーディングでオクターブのアンサンブルで弾いているが、手元が動かないフレーズのため、それをライブビデオ等で見られ、「ギターを弾いていない」や「エアギター」と言われることが多くなったという。

### ベース
ベースはYAMAHA DX7用のROM KEYCLIQUE Top Fortyの"Elec.Bass"をDX7IIで読み込み、ユニゾンで鳴らしたものであり、小室がリアルタイム入力でNEC PC-98のCOME ON MUSICレコンポーザに打ち込んだもの。一部分だけ4分音符にクオンタイズをかけている。弦ベースを使わなかった理由は「ユーロビートの流れがあったから」と小室は答えている。accessの浅倉大介は「FM音源をユニゾンさせて、それをベースに使えると考えた小室の着眼点に驚いた」という。「シンセベースなので手で弾くのはかなり難しい。ヤマハDX7がなかったら生まれなかった音」と小室は語っている。

### ドラム
ドラマー、山木秀夫の提案により、スネアドラムを入れないアレンジがされている。そのアイデアを小室は「『踊らないとノレないユーロビートを作りたい』という思いと偶然にも見事にかみ合った」と振り返っている。使用したドラムはSIMMONS SDX。
ドラムを収録したスタジオは六本木のセディック・スタジオ（1999年閉鎖）。リズムマシンでなく、山木による演奏にした理由は、当時のシーケンサーやリズムマシンではクオンタイズで揃えたデータを前に突っ込ませることが難しく、前へ前へ突っ込む感じが欲しかったためである。

### 爆発音
イントロの爆発（に聴こえる）音はエンジニアの伊東俊郎によると、SIMMONSの音をスマイルガレージのエコー・チェンバー内のスピーカーで鳴らしたものをアナログで録音して逆再生させたもの。

### シーケンス
爆発音からのイントロやAメロのコードバッキングのシーケンスはSEQUENTIAL Prophet-T8とYAMAHA DX7IIを重ね、それに8分音符と付点8分音符のディレイをつけている 。

### コーラス
コーラスが多いTM NETWORKの曲の中で「Get Wild」のコーラスがサビしかない理由は、CDやアナログレコードよりテレビで聞く人が多いことへの配慮であり、モノラルでも聞こえるよう、あえて色々な音を入れず、ばらけないようにしたからという。木根はサビの英語部分のコーラスの下の部分を担当し、コーラスの歌入れは宇都宮のボーカル録音後に行われた。「Get Wild」では三声でコーラスを重ねるということがなかったので簡単だった、と木根は振り返っている。

### ミキシング
エンジニアの伊東俊郎はミキサー卓にSSL SL4000Eを使い、レコーダーはSONY PCM-3324を、更にスレーブにSTUDER A80 MKIVを使った。伊東のミックスも小室のアレンジと同様、モノラルで聞くことを前提にして、三点定位を意識してミックスした。L/C/Rの中間の音は、左右にあったシーケンサーの音をリバーブやディレイで飛ばして作り、モノラルにすることで多少センターが持ち上がっても、印象はあまり変わらないようにした。

## 音楽性
当初から『シティーハンター』ありきで作られており、イントロの静かなピアノ （実際の音色はハープ） から始まり爆発音までの部分は制作会社であるサンライズからの「ピカーンと光がする音」「曲のイントロから何秒間かはまだ本編が続いていて曲がそこからフェードインしてエンディングにつながる。切替りのタイミングで爆発音を出す」オーダーに応じたもの。そのメロディを奏でるハープのような音はSEQUENTIAL Prophet-T8で作った音にE-MU Emulator IIの「Harp 1」というライブラリーを混ぜたもの。「あのイントロがあるから、どんなアレンジをしても、みんなグッとくるのではないか」と木根は語っている。
音楽誌『サウンド&レコーディング・マガジン』2017年6月号でのインタビューによると、メロディはどう思いついたか覚えていないと小室は述べた他、転調が多い理由はバート・バカラックの影響があると述べている。一方サビは敢えて小室の過去の作品の要素を意識的に入り混ぜている。「『渡辺美里のあの曲を作った人だ』とわかってくれたらいいな」「原作は読んだけど、曲作りにはあまり関係ない。ひたすら『格好良いものを』とだけ考えていた」と開き直るかの様な姿勢で作ったという。
音楽誌『キーボードマガジン』1987年7月号掲載の本楽曲のバンドスコアへの小室のコメントは「それほど込み入ったことはしていない」「シーケンサーとシンセサイザー3台あれば再現可能」と述べ、「スネアが入っていないため、2拍・4拍でノルという感覚ではプレイしづらい。キックをよく聞いてリズムをとったほうがいい」とアドバイスしている。

### 宇都宮のヴォーカル
小室は「30年経っても忠実に歌える宇都宮が凄い」と褒めている。エンジニアの伊東俊郎も「1回できたことは100回でもできるヴォーカリスト」と宇都宮を褒めている。宇都宮が初めて本楽曲を聴いた場所は「青山のEPICだったかもしれない」と証言している。宇都宮のキーで歌う小室みつ子の仮歌を聴いてレコーディングに臨んだ。宇都宮は「ライブで披露するときはなるべくCDに近いものを聞かせたいという思いを持っており、皆が聞いてきたものがそこで再現される喜びが一番大きいからメロディーや譜割を変えない。自分自身は歳をとっていくので、それを維持することが大変でもある」と言っている。

### タイトル
タイトルの「Get Wild」は小室みつ子の歌詞から決めたという。当初の歌詞は「Tough & Wild」だったが、「音楽的に"Wild"のほうがフックがある」という理由で逆になった。そして母音をしっかり聞かせた方がいいという理由で「Get」を入れたと小室は証言している。
小室は「『Get Wild』は色んなヴァージョンを合わせて累計でミリオンに達しているのではないか。カバーが多く、現在進行形の曲。クラブやフェスでもキラーチューンになりうる曲。自分でもよくわからない力を持っている曲。見えない力があって、引っ張られているというか、独り歩きしている曲である」と語っている。

## ミュージック・ビデオ
香港にて1泊1日で撮影した。低予算の影響で、到着してから帰りの日本行きの飛行機に乗るまで、シャワーを浴びる時以外はカメラが回っていた。そのためホテルを予約しても眠らずに夜のシーンを撮影した。
日本人はメンバー3人とヘアメイクのみで、カメラマン・マネージャーは現地のレコード会社のスタッフを起用した。

## リリース

### オリジナル盤
1987年4月8日にEPIC・ソニーから7インチレコード形態でリリースされた。
カップリング曲「Fighting (君のファイティング)」は4thアルバム『Self Control』からのシングルカットであり、同アニメの挿入歌としても起用されているが、作品中では使用されなかった。
本楽曲発売の3ヶ月後、1987年7月1日にTM初のベスト・アルバム『Gift for Fanks』が発売。本楽曲は同ベストアルバムの先行シングルで1曲目に収録され、オリジナル・アルバム未収録となっている。

### 再発盤
1989年9月21日、8センチCDシングルとして、C/W曲は「Fighting (君のファイティング)」のまま再リリースされた。
1999年8月21日、カップリング曲（「GET WILD '89」、「Be Together」）とジャケットを変更し、12cmCDシングルとして再リリース。

2017年、シングル・レコード発売から30周年を迎えたことを記念し、企画盤が立て続けにリリース。4月5日に、同曲だけを36曲収録した4枚組CDコンピレーション・アルバム『GET WILD SONG MAFIA』、4月12日には、完全限定盤として12インチ・アナログレコードがカップリング曲を「GET WILD '89」、「Get Wild (techno overdub mix)」「Get Wild（Original Single Back Track）」に変更し発売された。リミックスレコード盤も相次いで発売された。
2023年より4月8日を「Get Wildの日」とすることが一般社団法人日本記念日協会によって正式に認定されたのにあわせ、12インチ・アナログレコード収録内容でのREMASTER EPがデジタルリリースされた。

## テレビ番組での披露
この本楽曲で、1987年5月8日放送『ミュージックステーション』に初出演を果たし、6月4日には『ザ・ベストテン』に出演した。

## チャート成績
『シティーハンター』のエンディング・テーマとなったことから、グループ初となるオリコンチャートでシングルベスト10入りを果たした。以後7月中旬まで10位前後にランクインを続け、1987年ベスト100に26週ランクインするロング・セールスとなった。売上は22万枚、1987年度年間22位を獲得。
音楽雑誌「B・PASS」1987年7月号での宇都宮のインタビューによると「ブレイクした」実感はあまり無かったという。精々外に出ていると「あ、ウツだ」と言われ歩きづらくなった程度だった。木根は「GB DELUXE」1987年夏号のインタビューで、親戚から電話が入ったり「これだけサインして」と言われることがあり、皆がそういう目で見てくれて嬉しいと答えている。音楽雑誌「ボリューム・ワン」1987年12月号のインタビューで小室も宇都宮同様、「Get Wild」のヒット中はブレイクした実感は持てず「次のアルバムで確信を持てるのではないか」と答えている。

## 記録
2017年10月度の日本レコード協会発表にてフル配信50万ダウンロードに認定された。1980年代初出の作品によるフル配信50万DL達成は本作、久保田利伸「Missing」、プリンセス プリンセス「M」、オフコース「言葉にできない」、米米CLUB「浪漫飛行」5例のみ。 （その後、2025年5月度に75万ダウンロードに認定。）
2017年には企画アルバム『GET WILD SONG MAFIA』がリリースされギネス世界記録に認定。2013年にavexによりYouTubeで公開されたライブ動画は2020年末時点で2000万再生を超えている。
2020年9月6日に、テレビ朝日系列で放送された『国民13万人がガチ投票! アニメソング総選挙』で第8位にランクインした。
2023年、本シングルの発売日である4月8日を「Get Wildの日」とすることが日本記念日協会によって正式に認定された。楽曲名が記念日となるのは邦楽としては初めてとされる。
2025年1月度日本レコード協会リリースにて、1980年代初出の作品として初めてストリーミングでのプラチナ認定（=1億回再生）を達成した。

## 様々な反応
「シティーハンター」の監督を務めたこだま兼嗣は「まさかここまで人気になるとは思ってもみませんでした。でも、初めて聞いた時『とにかく格好いい曲だ。これは何としても、曲に負けないクールな絵を作らなくては』と思ったことは覚えています。原作のハードボイルドな面を『冴羽獠がこんな行動をしたら格好いい!』とイメージを思い描きながら、その全部をエンディングの映像に詰め込みました。完成した時は物すごく最高な満足感がありましたね」と振り返っている。
七尾旅人は「『Get Wild』のコード進行を手本としながら模倣してために、生まれた名曲のなんと多いことか。日本人の嗜好を新たに規定した楽曲と言えるでしょう。1997年から遅れて作曲を始めた僕にとっては、愛するが故・黄金律過ぎるが故に意図して避け続けるコード進行ともなったのです。でもいつかは『Get Wild』のコード進行を使ってみたいですね」と語っている。
伊藤賢治は「コード進行でロ短調（Bm）が使われていますが、『サガシリーズ』の戦闘曲がロ短調（Bm）なのも、影響が多分にあります」と語っている。
スージー鈴木は、「最初は暗く始まり、少しずつ夜が明けて、大サビで明るい達成感・安堵感が訪れる様な感じの非常に感傷的な進行である」「佐野元春を思わせる『16分音符で歌詞を詰め込んだ』譜割り」「キラキラとしたシンセサイザーによる打ち込みで全編を覆っている」「3音・3度の幅にサビのメロディーが何度も繰り返されることで、大げさに言えば、念仏を聞き続ける時の様な一種のトランス効果を聞き手に与える。この音域の狭さが小室哲哉が苦闘の中で得たヒット曲作りの奥義の1つだったのだ」と考察している。
高橋弘希は「既存のダンスミュージックとは一線を画した、あまりにポップで、あまりにシンプルで、一度聴いたら自然とメロディーを口ずさんでしまう平易な音楽。しかし、『印象的な短いフレーズを繰り返す』という制作者にとっては全く平易ではない音楽」と称している。
澤野弘之は「アニメのエンディングテーマでしたけど、当時の世間がイメージするアニメソングに寄せていなかったと思うんですよね。それでも子供には響いたわけで。そういう体験が自分の中でも大きいのかもしれないです。僕も『自分を子供向けのアニメ側に寄せすぎる』のではなく、どちらかと言ったら『自分自身が納得したものを創って、それに子供も反応してくれる』様な音楽を創っていたい」と本楽曲の影響を受けた事による理想を語っている。
2011年5月、ゲームクリエイターの飯野賢治、シンセサイザー奏者TaccsNoName、シンガー浅岡雄也(ex.FIELD OF VIEW)、ギタリストHISASHI(GLAY)、ベーシストHiroshi Sekitaによるユニット「NORWAY」の第二弾カバーとして公開された。リズムトラックにTakamasa Aokiが参加している。
2017年秋の園遊会で、招待された小室との歓談中、眞子内親王が本楽曲を話題に挙げている。
2020年9月11日に、会社を退勤する際に本楽曲を聴き良い気分になる行為を指す「Get Wild退勤」が、Twitterのトレンドで第1位になったことが報じられた。同年9月18日、東京ヤクルトスワローズのマスコットキャラクターであるつば九郎が「Get Wild退勤」から派生した「Get Wild退場」で木根から「公認」をもらったことが報じられた。「Get Wild退勤」に関して小室はツイート主に対し「広めてくれてありがとう」と感謝の言葉を配信した。
2021年1月24日、かつて窪田晴男の付き人をしていたギタリスト・中澤星児が、音楽雑誌「サウンド&レコーディング・マガジン」で誰が弾いたか謎だったTM NETWORK『Get Wild』オリジナル・ヴァージョンのギタリストを探す企画を読み衝撃を受けたエピソードがロケットニュース24の「【実話】「Get Wild」のギタリストがアスファルトタイヤを切りつける音に敏感だった話」というコラムで紹介された。
2021年12月4日、バーチャルタレントのキズナアイの活動休止に関するYahoo!ニュースに誤ってTM NETWORK30周年時のキービジュアルが載せられたが、キズナアイ=TM NETWORK説を検証してみた(?)として12月21日にキズナアイ自身によるGet WildカバーがYouTubeに公開された。
2024年4月、NETFLIX版映画シティーハンター公開日の25日に子供番組の人気キャラクターガチャピンによるカバー動画が公開、28日には映画主演の鈴木亮平により女性ダンスグループアバンギャルディとの振り付け動画が公開された。またにんげんっていいなとのマッシュアップ動画も話題となった。

## 『シティーハンター』続編
『シティーハンター』の続編『シティーハンター2』（1988年 - 1989年）第50話と『シティーハンター3』（1989年 - 1990年）最終話では挿入歌で使われ、テレビスペシャル『シティーハンター 緊急生中継!? 凶悪犯冴羽獠の最期』（1999年）、映画『劇場版シティーハンター 〈新宿プライベート・アイズ〉』（2019年）、映画『劇場版シティーハンター 天使の涙（エンジェルダスト）』（2023年）ではエンディングテーマに使われた。また、2019年公開の実写映画版『シティーハンター THE MOVIE 史上最香のミッション』においては、日本向け特報と日本語吹き替え版のエンディングに使われた。

## アレンジ・リミックス
この曲は非常に多くのアレンジ、リミックスが出ている。
「GET WILD '89」
1989年4月15日にリリースされたイギリスの音楽プロデューサーであるピート・ハモンドによるリミックス・ヴァージョン。
同年5月12日、同リミックス・ヴァージョンを収録したリプロダクションアルバム『DRESS』がリリース。
1994年の東京ドームでの終了ライブでも演奏された。
2013年3月6日発売、小室のソロアルバム『DEBF3』DISC.2においては、当リミックスを元に1993年発表の「Get Wild (techno overdub mix)」とは異なるシンセサイザーの音をオーバーダビングさせたライブヴァージョンが収録。
「Get Wild (techno overdub mix)」
1993年8月21日にリリースされたリミックスアルバム『TMN CLASSIX 1』に収録。「GET WILD '89」を元に小室によるオーバーダビングを施したリミックス。
「GET WILD DECADE RUN」
1999年7月22日、TM NETWORK再始動第1弾シングルとしてリリースされたセルフカバー。DECADE RUNのみのオクターブ低い歌い出しや追加された歌詞がある。
同シングルのカップリング曲にリミックス・ヴァージョン「GET WILD DECADE RUN - 112 CLUB MIX」が収録。
「Get Wild 2014」
2014年4月22日リリース、セルフリプロダクションアルバム『DRESS2』収録。当ヴァージョンは2013年に行われたライブ『TM NETWORK FINAL MISSION -START investigation-』にて披露されたヴァージョンが元であり、演奏時間は8分を超える。
「Get Wild 2015 -HUGE DATA-」
2015年3月21日にライヴ会場限定で販売。
当ヴァージョンは2014年から2015年にかけて行われたライブでのアレンジが元となっており、演奏時間は11分を超える。
「GET WILD 2017 TK REMIX」
2017年3月8日リリースされた小室がリミックスを手がけたバージョン。
当リミックスについて小室は自身のTwitterアカウントで「倒れるかと思ったけど。手抜き無しで仕上がりました」とコメント。
サウンドエンジニアの岩佐俊秀によると、当ヴァージョンで聴こえるRoland JD-800風のピアノはJD-800自体ではなく、ソフトウェア・シンセサイザーのLETHAL AUDIOの"PIANO DANCE 007"であり、岩佐自ら探し出した音色。
「GET WILD (SICK INDIVIDUALS Remix)」
オランダの二人組ユニットSick IndividualsによるRemix。Hardwell On Air 310でも紹介された。小室自身のソロライブで多数プレイされた他、TM NETWORKの2023年のツアー40th FANKS intelligence Days 〜DEVOTION〜でもこのリフレインを用いたアレンジバージョンが披露された。
「Get Wild (from How Do You Crash It?)」
2021年10月9日無観客ライブ配信作品で披露、「Get Wild 2015 -HUGE DATA-」を基調としつつイントロ前半・間奏・アウトロなど新たにアレンジされたヴァージョンとなっている。本作は2022年4月21日Blu-rayおよび初回限定盤封入のLIVE CDでリリース。
リリースに先立つ4月8日には原曲のGet Wildオリジナルヴァージョンリリースから35周年を迎え、35周年企画にあわせ本作のフル尺(8:21)映像がYouTubeにて公開された。
「Get Wild Continual」
2024年4月21日リリース、限定BOX『40+ 〜Thanks to CITY HUNTER〜』のDISC 1に収録。同日デジタルリリース。後の同年5月22日にEP盤としてシングルカットリリースが予定されている。Netflix版映画『シティーハンター』のために新録された。TM NETWORKの2024年のアリーナツアー40th FANKS intelligence Days 〜YONMARU〜(5.19まで6公演予定)でもこのバージョンを披露。

## ALL the "Get Wild" ALBUM
2004年3月31日リリースされた限定BOX『WORLD HERITAGE DOUBLE-DECADE COMPLETE BOX』に収録。
「Get Wild」原曲を含め、リミックス、ライヴ・ヴァージョンが1枚のCDにまるごと収録されている。
『ALL the "Get Wild" ALBUM』のジャケットは1987年当時のデザイン（アナログ盤）を復刻させた仕様となっている。
但し、2003年2月5日リリース、蔵出し音源集『キヲクトキロク』収録「Get Wild (Live from 2001 RENDEZVOUS IN SPACE)」及び「GET WILD DECADE RUN (’99 Version)」の2曲については本作では未収録。他にアナログ盤のみ収録「GET WILD DECADE RUN」Instrumentalヴァージョン、MV用のサビ以外がInstrumentalとなっているヴァージョンも未収録。

## その他
同アニメの原作完全版『CITY HUNTER COMPLETE EDITION』Volume:Z（徳間書店）には、本楽曲のみ収録した8cmCDが特別付録として封入された。
2023年、劇場版シティーハンター天使の涙(エンジェルダスト)のミュージックトリビュートアルバムにMAISONdesによるマッシュアップ楽曲「A lonely night ～ひとりぼっちのGet Wild～ feat. アイニー, RED」が収録。

## 収録曲
| 全作詞: 小室みつ子、全作曲・編曲: 小室哲哉。 |                                   |            |            |                                                                                  |      |
| #                                            | タイトル                          | 作詞       | 作曲・編曲 | 備考                                                                             | 時間 |
| 1.                                           | 「Get Wild」                      | 小室みつ子 | 小室哲哉   | 読売テレビ系全国ネットテレビアニメーション『シティーハンター』エンディングテーマ | 4:01 |
| 2.                                           | 「Fighting (君のファイティング)」 | 小室みつ子 | 小室哲哉   | 読売テレビ系全国ネットテレビアニメーション『シティーハンター』挿入歌             | 4:26 |
| 合計時間:                                    | 合計時間:                         | 合計時間:  | 8:27       |                                                                                  |      |

| 全作詞: 小室みつ子、全作曲: 小室哲哉。 |                  |            |            |              |      |
| #                                      | タイトル         | 作詞       | 作曲・編曲 | 編曲         | 時間 |
| 1.                                     | 「Get Wild」     | 小室みつ子 | 小室哲哉   | 小室哲哉     | 4:01 |
| 2.                                     | 「GET WILD '89」 | 小室みつ子 | 小室哲哉   | Pete Hammond | 6:46 |
| 3.                                     | 「Be Together」  | 小室みつ子 | 小室哲哉   | 小室哲哉     | 4:10 |
| 合計時間:                              | 合計時間:        | 合計時間:  | 14:57      |              |      |

| 全作詞: 小室みつ子、全作曲: 小室哲哉。 |                                           |            |            |                        |      |
| #                                      | タイトル                                  | 作詞       | 作曲・編曲 | 編曲                   | 時間 |
| 1.                                     | 「Get Wild」                              | 小室みつ子 | 小室哲哉   | 小室哲哉               | 4:01 |
| 2.                                     | 「GET WILD '89」                          | 小室みつ子 | 小室哲哉   | Pete Hammond           | 6:46 |
| 3.                                     | 「Get Wild (Techno Overdub Mix)」         | 小室みつ子 | 小室哲哉   | Pete Hammond, 小室哲哉 | 6:30 |
| 4.                                     | 「Get Wild (Original Single Back Track)」 | 小室みつ子 | 小室哲哉   | 小室哲哉               | 4:00 |
| 合計時間:                              | 合計時間:                                 | 合計時間:  | 21:17      |                        |      |

## 収録アルバム
Get Wild
- SONY ORIGINAL DEMONSTRATION DISC REBECCA in Liberty（1987年発表の非売品CD、規格品番：YEDS-35）
- Gift for Fanks
- GROOVE GEAR 1984-1994 (Disc 1にデモ・テイクとオリジナル、Disc 2にライブバージョンが収録)
- TETSUYA KOMURO PRESENTS TMN BLACK
- TIME CAPSULE all the singles
- TAKASHI UTSUNOMIYA THE BEST FILES
- BEST TRACKS ～A message to the next generation～
- 青春歌年鑑 1987
- THE LEGEND TM NETWORK
- キヲクトキロク 〜 Major Turn-Round (ライブバージョン)
- ALL the “Get Wild” ALBUM
- Welcome to the FANKS!
- THE GREATEST HITS - 小室哲哉作品集 - a
- TM NETWORK THE SINGLES 1
- TM NETWORK BEST OF BEST
- TM NETWORK SUPER BEST
- 青春歌年鑑 デラックス'85〜'89
- TM NETWORK ORIGINAL SINGLES 1984-1999
- DRESS2 (Get Wild 2014)
- GET WILD SONG MAFIA
- 劇場版シティーハンター 〈新宿プライベート・アイズ〉-VOCAL COLLECTION-
- Gift from Fanks T
- キミが好きだと叫びたい 〜Love & Yell〜
- “FANKS intelligence Days” at PIA ARENA MM　(ライブバージョン)
- Whatever Comes（2023 REMASTER）
- 40+ 〜Thanks to CITY HUNTER〜
- 40th FANKS intelligence Days 〜DEVOTION〜（ライブバージョン）
- TM NETWORK TRIBUTE ALBUM -40th CELEBRATION-

Get Wild (Original Single Back Track)
- TM NETWORK ORIGINAL SINGLE BACK TRACKS 1984-1999 (オリジナル・カラオケ)

Fighting (君のファイティング) (1987年版・1989年版のみ収録)
- Self Control
- NAOTO KINE PRESENTS TMN BLUE
- TM NETWORK ORIGINAL SINGLES 1984-1999
- TM NETWORK ORIGINAL SINGLE BACK TRACKS 1984-1999 (Instrumental)

Be Together (1999年版のみ収録)
- humansystem
- DRESS (リミックスバージョン)
- TMN COLOSSEUM I (ライブバージョン)
- STAR BOX（TM NETWORK盤）
- BEST TRACKS ～A message to the next generation～
- THE LEGEND TM NETWORK
- TM NETWORK THE SINGLES 1
- TM NETWORK BEST OF BEST
- TM NETWORK SUPER BEST
- DRESS2 (Be Together 2014)
- Gift from Fanks M
- LIVE HISTORIA T 〜TM NETWORK Live Sound Collection 1984-2015〜　(ライブバージョン)
- LIVE HISTORIA M 〜TM NETWORK Live Sound Collection 1984-2015〜　(ライブバージョン)
- How Do You Crash It? (ライブバージョン)
- “FANKS intelligence Days” at PIA ARENA MM (ライブバージョン)

## 玉置成実によるカバー
「Get Wild」（ゲット・ワイルド）は、2005年11月2日に発売された玉置成実9枚目のシングル。発売元はソニー・ミュージックレコーズ。

### 収録曲（玉置成実のシングル）
1. Get Wild
TM NETWORK『Get Wild』をカバー。アレンジ・プロデュースを作曲した小室が担当。アルバム『Speciality』『Graduation 〜Singles〜』『GET WILD SONG MAFIA』（Disc4 5曲目）に収録。
2. Get Wild-DX MIX-
小室によるリミックス。
3. Shining Star ☆忘れないから☆ -Supernova Remix-
日本語詞：Satomi　作詞・作曲：Shusui/Stefan Aberg　編曲：小室哲哉/DJ DRAGON）
小室とDJ DRAGONによる、4thシングル「Shining Star ☆忘れないから☆」のリミックス。
4. CASTAWAY
作詞・作曲：T2ya　編曲：koma2 kaz
ゲームボーイアドバンス用ソフト『スーパーロボット大戦J』テーマソング。

## B'zによるカバー
B'zは、2024年5月15日に発売されたTM NETWORKのトリビュート・アルバム『TM NETWORK TRIBUTE ALBUM -40th CELEBRATION-』で「Get Wild」をカバーした。ギターの松本孝弘は、B'zの結成前にTM NETWORKのサポートギタリストを担当していた。
アレンジは宇都宮に招かれた中田ヤスタカが手がけた。音楽評論家の田家秀樹は、小室との対談の中でB'zによるカバー版についてボーカルが稲葉であることから「B'zだな」と思ったが、音はB'zの感じがしないと述べ、それに対して小室はね、今宇都宮くんから聞いて、アレンジがヤスタカくんなんですね。でも、やっぱりB'zのお2人がやるっていうのを念頭に入れて作ってますね。アレンジはやりやすいようにと語っている。
音楽ライターの森朋之は、イントロのシンセはほぼ原曲のままだが、エキゾチックなパーカッションを交えたビート、ギュイーン！と雄叫びを上げるエレクトリックギター、鋭利なグルーヴを放ちまくるボーカルによってB'zにしか体現し得ないハードロッキンに踊れる「Get Wild」へと昇華。原曲へのリスペクトと自らの個性をぶつけ合うボーカルもすごいが、TM NETWORKと深い縁がある松本孝弘（Gt）の豪快かつメロディックなギタープレイこそがこのテイクの核だろうと評した。

### クレジット（B'z版）
※出典
- 小室みつ子 – 作詞
- 小室哲哉 – 作曲
- 松本孝弘 – ギター・編曲
- 稲葉浩志 – ボーカル
- 中田ヤスタカ – 編曲・編曲・その他の音源・ミキシング
- 小林廣行 – 録音

## 他アーティストによるカバー
| 発売日         | アーティスト                                 | 収録作品                                                                                                 | 備考 | 出典                 |
| -------------- | -------------------------------------------- | --- | --- | -------------------- |
| 1989年6月7日   | ビクター・ファンタスティック・オーケストラ   | アルバム『小室哲哉/木根尚登 (TMネットワーク)作品集』                                                     | 岩本正樹によってアレンジされた「GET WILD '89」のインストゥルメンタルバージョンが発表されている。 「GET WILD SONG MAFIA」Disc 4 #1 には'89版ではなく原曲調のインスト版が収録。 |                      |
| 1992年9月23日  | デイブ・ロジャース                           | アルバム『TMNソング・ミーツ・ディスコ・スタイル』                                                        | 全編英詞。 「GET WILD SONG MAFIA」Disc 4 #2 に収録。 |                      |
| 1993年11月21日 | デイブ・ロジャース                           | アルバム『ゲット・ワイルド・ミーツ・テクノ・スタイル』                                                   | 「GET WILD SONG MAFIA」には未収録であったが、後発の「GET WILD 30th Anniversary Collection - avex Edition」に改めて収録。 |                      |
| 1994年11月21日 | 小室みつ子                                   | アルバム『SIMPLE DREAMS』                                                                                | TM NETWORKの自作詞曲のセルフカバーアルバム。 「GET WILD SONG MAFIA」Disc 4 #3 に収録。 |                      |
| 1997年5月2日   | NAHO                                         | アルバム『シティーハンタースペシャル グッド・バイ・マイ・スイート・ハート オリジナル・サウンドトラック』 | 「GET WILD 〜CITY HUNTER SPECIAL'97 VERSION」として、読売テレビ・日本テレビ系『シティーハンタースペシャル グッド・バイ・マイ・スイート・ハート』のエンディングテーマに起用された。 「GET WILD SONG MAFIA」Disc 4 #4 に収録。 |                      |
| 2005年11月2日  | 玉置成実                                     | シングル『Get Wild』                                                                                     | 小室哲哉のプロデュースによってカバーされた。 「GET WILD SONG MAFIA」Disc 4 #5 に収録。 |                      |
| 2006年2月1日   | NMR                                          | アルバム『pop'n music 13 カーニバル AC ♥ CS pop'n music 11 オリジナルサウンドトラック』                  | 2005年9月7日に稼動を開始したKONAMIのアーケード用音楽ゲーム『pop'n music 13 カーニバル』では、NMR（前田尚紀）が編曲・カバーを行ったバージョンが収録され、2006年9月28日発売のPlayStation 2移植版『pop'n music 13 カーニバル』にも収録されている。 アーケード版では以降のシリーズでも引き続き継続収録されている。 「GET WILD SONG MAFIA」には未収録。 |                      |
| 2007年10月3日  | 緒方恵美                                     | アルバム『アニメグ。』                                                                                   | 「GET WILD SONG MAFIA」Disc 4 #6 に収録。 |                      |
| 2008年3月5日   | 桃井はるこ                                   | アルバム『Sunday early morning』                                                                         | ボーナストラック扱いで収録されている。 「GET WILD SONG MAFIA」には未収録であったが、後発の「GET WILD 30th Anniversary Collection - avex Edition」に改めて収録。 | [ 88 ]               |
| 2010年3月17日  | Purple Days                                  | アルバム『SERENDIPITY』                                                                                  | 「GET WILD SONG MAFIA」Disc 4 #10 に収録。 | [ 89 ]               |
| 2010年7月21日  | 超新星                                       | シングル『Evidence of Luv/Get Wild』                                                                     | 「GET WILD SONG MAFIA」Disc 4 #7 に収録。 | [ 90 ]               |
| 2010年9月29日  | globe                                        | ベストアルバム『15YEARS -BEST HIT SELECTION-』                                                           | 2008年11月26日、小室自身のユニットglobeがカバーして発売されることが「a-nation 08'」にて発表されたが、11月4日に小室が詐欺容疑で逮捕され、同日に発売中止が決定。 その後、2010年9月29日リリースのベストアルバム『15YEARS -BEST HIT SELECTION-』に収録された。 同作のジャケットデザインは『シティーハンター』の原作者である北条司が務めているが、これはシングルリリースとして予定されていた際のジャケットをそのまま用いている。 「GET WILD SONG MAFIA」Disc 4 #8 に収録。 | [ 94 ] [ 95 ] [ 96 ] |
| 2011年5月25日  | クレモンティーヌ                             | アルバム『続 アニメンティーヌ』                                                                          | 日本語の歌詞の部分が仏語になっている。 「GET WILD SONG MAFIA」Disc 4 #9 に収録。 |                      |
| 2013年7月17日  | 沼倉愛美                                     | アルバム『THE IDOLM@STER STATION!!! FAVORITE TALKS』                                                     | 2012年放送のラジオ大阪のラジオ番組『THE IDOLM@STER STATION!!!』（第149回）内のコーナー「歌姫楽園2012」内で歌唱した。 「GET WILD SONG MAFIA」には未収録。 |                      |
| 2017年10月25日 | 宇都宮隆                                     | 配信シングル『GET WILD PANDEMIC』                                                                        | セルフカバー。なお「GET WILD SONG MAFIA」は2017年作品であるため時系列上後になる2018年以降は当然ながら未収録。 | [ 97 ]               |
| 2018年2月14日  | 影山ヒロノブ                                 | アニソンカバーアルバム『誰がカバーやねんアニソンショー』                                                 | アコースティック・アレンジで収録。 |                      |
| 2019年6月21日  | 木根尚登                                     | ミニアルバム『R1』                                                                                       | セルフカバー。木根によるピアノアレンジバージョンとなっており、同アルバムには同曲のインスト版も収録されている。なお「GET WILD SONG MAFIA」は2017年作品であるため時系列上後になる2018年以降は未収録。 |                      |
| 2020年11月14日 | LIPSELECT                                    | シングル『Get Wild (A THEME "CITY HUNTER" SONG)』                                                        | |                      |
| 2020年12月9日  | Wakana                                       | アルバム『Wakana Covers 〜Anime Classics〜』                                                             | 同アルバムの6曲目に収録。アコースティックにアレンジされている。 |                      |
| 2022年11月30日 | 羽多野渉                                     | アルバム『TORUS』                                                                                        | 同アルバムの10曲目に収録。 |                      |
| 2023年3月19日  | 皇 美緒奈                                    | | | 。                   |
| 2023年7月29日  | RAISE A SUILEN［レイヤ（Raychell）］         | ゲーム『バンドリ! ガールズバンドパーティ!』                                                              | ゲーム内楽曲として収録。 | [ 101 ]              |
| 2024年5月23日  | 桜木舞華 【ウタヒメドリーム】（CV:鈴木杏奈） | 配信シングル『Get wild』 シングル『AMBITION』                                                            | メディアミックス作品『ウタヒメドリーム』でのカバー。 | 。                   |
| 2025年8月20日  | 氷室 聖（CV.関俊彦）                         | アルバム『『KING OF PRISM-Your Endless Call-み〜んなきらめけ！プリズム☆ツアーズ』Song Collection』       | 劇場アニメ『KING OF PRISM-Your Endless Call-み〜んなきらめけ!プリズム☆ツアーズ』挿入歌。 |                      |